# 源和子
源 和子（みなもと の わし、生年不詳 - 947年8月10日〈天暦1年7月21日〉）は、醍醐天皇の女御。正三位に叙せられた。名前はかずことも読まれる。
平安時代前期、光孝天皇の皇女として生まれた。生年は分からない。885年（仁和元年）、源朝臣姓を与えられ、皇族の身分を離れた（臣籍降下）。その後、醍醐天皇の女御となり、延喜年間に親王3人と内親王3人を産んだ。すなわち903年（延喜3年）に慶子内親王を、906年に常明親王を、翌907年に式明親王を、910年に有明親王を、918年に韶子内親王を、921年に斉子内親王を産んだ。
承香殿を居所とし承香殿の女御と称される。和子在世時の承香殿は女房として仕えた承香殿中納言や歌人の承香殿俊子（としこ）らによっていわば文学サロンとなっていたことが『後撰和歌集』や『大和物語』の記述によって知られている。没年は天暦1年閏7月10日説もある。